# Amt Stollberg

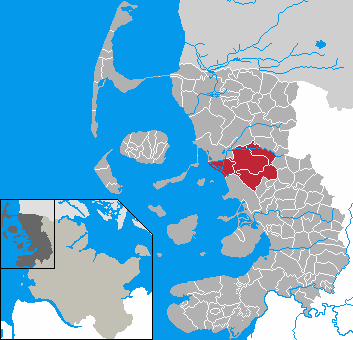
Lage des ehemaligen Amtes Stollberg im Kreis Nordfriesland

Das Amt Stollberg war ein Amt im Kreis Nordfriesland, Schleswig-Holstein. Es umfasste knapp 120 km² und hatte gut 6000 Einwohner in den vier Gemeinden Bargum, Bordelum, Langenhorn und Ockholm. Der Verwaltungssitz befand sich in der Gemeinde Langenhorn.

## Geschichte
Im Rahmen der Kreisreform in Schleswig-Holstein wurde 1970 der Kreis Nordfriesland gegründet. In der Folge sollten die Gemeinden des Amtes Langenhorn zusammen mit den Gemeinden Bordelum und Reußenköge das Amt Stollberg bilden. Dagegen klagten sowohl die Gemeinden des Amtes Langenhorn wie auch die Gemeinde Reußenköge. Das Amt Langenhorn wurde schließlich zum 1. Januar 1972 aufgelöst und das Amt Stollberg ohne Reußenköge, das amtsfrei blieb, gebildet.
Zum 1. April 2008 fusionierte das Amt Stollberg mit dem Amt Bredstedt-Land und der Stadt Bredstedt zum Amt Mittleres Nordfriesland mit Verwaltungssitz in Bredstedt.